# 尖锐壳菜蛤
尖锐壳菜蛤（学名：Brachidontes setiger）是贻贝目壳菜蛤科短齿蛤属的一种。

## 分佈
主要分布于台湾，常栖息在潮间带礁岩区，或附着于异物上。